# بيت عمر (جبلة)

تعديل مصدري - تعديل

بيت عمر محلة تابعة لقرية جبل قماش، التابعة لعزلة الاصابح بمديرية جبلة إحدى مديريات محافظة إب في الجمهورية اليمنية، بلغ تعداد سكانها 155 حسب تعداد اليمن لعام 2004.